# Prix Gegner de l'Académie des sciences
Le prix Gegner est un prix de l'Académie des sciences destiné à un savant méritant pour poursuivre ses recherches. 

## Historique
Le prix a été fondé par un legs à l'Académie des sciences de Jean-Louis Gegner ancien employé au ministère des finances, fait le 12 mai 1868.
Validé en 1869, le prix est présenté comme suit : "Un nombre d’obligations suffisant pour former le capital d’un revenu annuel de quatre mille francs, destiné à soutenir un savant pauvre qui se sera signalé par des travaux sérieux, et qui dès lors pourra continuer plus fructueusement ses recherches en faveur des progrès des sciences positives".
Il est attribué pour la première fois en 1871. Un jury de cinq membres de l'Académie choisit chaque année le récipiendaire.
Parallèlement a été fondé, par un legs à l'Académie des sciences morales et politiques, un prix du même nom destiné à un philosophe.
Le prix Gegner de l'Académie des sciences n'est plus attribué sous ce nom. Il a été réuni en 1997 à plusieurs dizaines d'autres fondations pour constituer la Grande médaille de l'Académie des sciences.

## Lauréats
| - 1871 : Émile Duclaux - 1872 : Jean-Mothée Gaugain - 1873 : Bernard Renault - 1874-1879 : Jean-Mothée Gaugain - 1880 : V. Augustin Jacquelain - 1881 : Lemonnier - 1882 : Edmond Modeste Lescarbault - 1883 : Edmond Modeste Lescarbault et Charles Brame - 1884-1888 : Alphonse Valson - 1889 : Henry Toussaint - 1890-1897 : Paul Serret - 1898 : Marie Curie - 1899 : Aimé Vaschy - 1900 : Marie Curie - 1901 : Auguste Ponsot - 1902 : Marie Curie - 1903-1914 : Jean-Henri Fabre | - 1915 : Giuseppe Raimondo de Cesàro - 1916 : Auguste Claude et Jozefa Joteyko - 1917 : Ferdinand Gonnard - 1918 : Félix Pisani et Samuel Lattès - 1919 : René Baire - 1920 : Paul Hallez - 1921 : Ernest Lebon - 1922 : Jules Geffroy - 1923 : Augustin Boutaric - 1924 : Gustave Dollfus - 1925 : Léon Bultingaire - 1926 : René Baire - 1927 : Francisque Dumont - 1928 : Maurice Vèzes - 1929 : Paul Gautier conservateur du musée Lecocq à Clermont-Ferrand - 1930 : Désiré Bois - 1955 : Geneviève Guitel |